# Zenrin-kushū
 (octobre 2024).
Zenrin-kushū (禪林句集, « Recueil de sentences de la forêt zen ») est un recueil publié en 1688, utilisé dans l'école Rinzai du zen, de quelque 6 000 citations provenant de différentes écritures bouddhiques, de textes zen et aussi de sources non-bouddhiques. 
Il prend sa source dans un ouvrage du XVe siècle dû à Tōyō Eichō (東陽榮朝, 1428-1504), qu'il développe.

## DuKu Zôshi...
À la base de ce livre, on trouve le Ku Zôshi (« Le livre des expressions »), une compilation d'écrits zen réalisée par Tōyō Eichō, un disciple de Kanzan Egen de la lignée Myōshin-ji de l'école Rinzai à Kyoto. Cette anthologie se composait de textes compilés à partir d'écrits de diverses traditions : sûtras bouddhiques, recueils de sentences maîtres zen chinois, textes confucianistes et taoïstes et encore poésie chinoise des Tang et des Song,,.
Les sources originales comprennent Le Recueil de la falaise bleue, La Barrière sans porte, les Sutras, les Entretiens de Confucius, La Grande Étude, Le Zhong Yong, des écrits de Mencius, Lao Tseu et Tchouang-tseu, et la poésie de Hanshan, Tao Yuanming, Du Fu, Li Bai et Bai Juyi, entre autres. Tōyō a classé les écrits par ordre de longueur: d'abord les expressions d'un seul (kanji), puis celles de deux à huit caractères, tout en intercalant des vers parallèles de cinq à huit caractères,.

## ...auZenrin-kushū
Le Ku Zōshi, et circula sous forme de manuscrit jusqu'au XVIIe siècle. En 1688, un certain Ijūshi (on ignore tout de lui), publia pour la première fois une version augmentée du livre, intitulée Zenrin-kushū. On sait qu'au moins depuis l'époque de Hakuin Ekaku (1685-1788), le Zenrin-kushū a été utilisé dans le cadre de la pratique du kōan, en particulier comme ouvrage de jakugo — réponses des étudiants zen aux problèmes que leur donnaient leurs maîtres.
Les textes sont classés en douze sections, mais sans qu'on trouve un ordre à l'intérieur de celles-ci. Les textes sont donc disposés au hasard, sans aucune organisation claire, ce qui s'est révélé être une difficulté pour les étudiants. Et autrefois, en des temps où la discipline était très stricte, les maîtres obligeaient leurs élèves à mémoriser toutes les sentences de ce livre avant d'entrer dans la vie monastique, si bien que l'on entendait souvent ce dicton: « L'apprentissage du livre de sentences, trois ans de torture pour chaque novice ».
Le jakugo occupant une place importante dans la pratique des kôans, tout étudiant rinzai se doit d'avoir ce manuel sur sa table de travail. L'ouvrage a donc connu plusieurs rééditions au fil du temps, et reste aujourd'hui encore un des recueils de sentences les plus utilisés pour l'apprentissage de la pratique des kôans japonais.

#### Traductions partielles (et études)
- Reginald Horace Blyth, Haiku: Volume 1 Eastern Culture, Tokyo, Japan, Hokuseido Press, 1981, xviii, 422 (ISBN 0-89346-184-9)
- Isshu Miura et Ruth Fuller Sasaki, Zen Dust: The History of the Koan and Koan Study in Rinzai (Linji) Zen, Bâle - Melbourne, Quirin Press, 2015, revised edition (1re éd. 1967), 562 p. (ISBN 1922169129)

#### Études
- Helen J. Baroni, The Illustrated Encyclopedia of Zen Buddhism, New York, The Rosen Publishing Group, 2002, xxi, 426 (ISBN 978-0-823-92240-6)
- Steven Heine et Dale S. Wright, Zen Classics: Formative Texts in the History of Zen Buddhism, Oxford University Press, novembre 2005, 288 p. (ISBN 978-0-195-17525-7)
- Victor Sōgen Hori, Zen Sand: The Book of Capping Phrases for Koan Practice, Honolulu, University of Hawaii Press, 2010, 784 p. (ISBN 0-824-83507-7, présentation en ligne), p. 784
- Sōiku Shigematsu, A Zen Forest. Sayings of the Masters, New York - Tokyo, Weatherhill, 1981, xiv, 178 (ISBN 0-834-80159-0)
- Zenrin Lewis, The Book of the Zen Grove, Zen Sangha Press, 1996, 2nd éd., 144 p. (ISBN 0-965-14993-5)